# Дерме, Бен Идрисса
Бен Идрисса Дерме (фр. Ben Idrissa Dermé; 21 января 1982 — 11 сентября 2016) — футболист из Буркина-Фасо, центральный защитник ФК «Бигулья» и национальной сборной страны.

## Биография
Выступал за «Этуаль Филант» (Уагадугу), «Шериф», ФК «Уагадугу», «Унион Спортив Кортенес», «Серкль Атлетик» (Бастия), «Этуаль Филант» (Бастия).
Провёл три матча за сборную Буркина-Фасо. Дебютировал 26 февраля 2006 года в матче со сборной Алжира (0:0).
Скоропостижно скончался 11 сентября 2016 года во время матча против ФК «Фуриани» вследствие сердечного приступа.

## Достижения

### Командные достижения
Шериф
- Чемпион Молдавии 2005, 2006, 2007, 2008.
- Кубок Молдавии 2006, 2008.
- Суперкубок Молдавии 2005, 2007.

Серкль Атлетик
- Победитель любительской футбольной лиги 2012.